# 음성 부호화
음성 부호화(Speech Coding)는 음성을 포함하는 디지털 오디오의 데이터 압축 소프트웨어다. 

## 분류
2가지 유형이 있다:
1. 웨이브폼 코더(Waveform Coder)
  - 시간 도메인: (PCM, ADPCM)
  - 주파수 도메인: 서브 밴드 코더(Sub-band coder), 적응 변형 코더(Adaptive transform coder)
2. Vocoder
  - 선형 예측 코더
  - 포먼트 코더(Formant Coder)

## 같이 보기
- 디지털 신호 처리
- 음성 처리
- 음성 합성
- 벡터 양자화